# Darlington
Darlington é uma cidade industrial do nordeste de Inglaterra. Em 2001 tinha uma população residente de 97,838 habitantes.
Darlington tem um atractivo mercado histórico no centro da cidade e é famosa por estar associada com o nascimento do caminho de ferro; a primeira viagem de passageiros feita por comboio realizou-se em 1825 entre esta cidade e a vizinha Stockton-on-Tees, através da ferrovia Stockton and Darlington Railway.
Darlington é sede do clube de futebol Darlington F.C. que atua na Football League Two.